# فوزية شرفي
فوزية شرفي الاسم الكامل فوزية فريدة الشرفي، من مواليد الرقيق في 30 ديسمبر 1941 بصفاقس ، هي جامعية وعالمة في مجال الفيزياء والسياسية التونسية.
تولت مهنة كاتبة دولة لدى وزير التعليم العالي والبحث العلمي من 17 جانفي إلى 2 مارس2011 ، في حكومة محمد الغنوشي ، ثم في حكومة الباجي قائد السبسي .

## المنشورات
- Électromagnétisme, électrostatique et magnétostatique (بالفرنسية). Tunis: Centre de publication universitaire. 2009.
- La Science voilée (بالفرنسية). Paris: Odile Jacob. 2013. p. 224. ISBN:978-2-7381-2989-5..[1]
- Sacrées questions... pour un islam d'aujourd'hui (بالفرنسية). Paris: Odile Jacob. 2017. p. 256. ISBN:978-2-7381-3486-8..[2]
- La science en pays d'Islam (بالفرنسية). Paris: Bayard. 2020. p. 62. ISBN:978-2-227-49823-5..[3]
- Islam et la science (بالفرنسية). Paris: Odile Jacob. 2021. p. 240. ISBN:978-2738156723.,.[4][5]